# Královéhradecká přádelna bavlny Dr. Richard Anninger
Královéhradecká přádelna bavlny Dr. Richard Anninger byla společnost, jež vznikla v roce 1908 v Hradci Králové a zabývala se přádelnictvím. Roku 1928 byla firma zakoupena konkurenční společností.

## Budova továrny
Dvoupodlažní přádelna bavlny byla postavena pro Dr. Richarda Anningera z Vídně na bývalém dělostřeleckém cvičišti, které ve výměře 8 888 čtverečních sáhů odkoupil od královéhradecké obce. Projektoval ji Dr. Ing. Bruno Bauer roku 1907 jako železobetonový skelet, sedmitrakt o délce sedmi polí – byla koncipována tak, aby její původní kapacita 12 000 vřeten mohla být rozšířena až na 50 000 vřeten což se stalo již roku 1911, kdy táž stavební firma, Ing. B. Hollmann a spol., prodloužila budovu severním směrem o dalších pět shodných konstrukčních polí na její dnešní osmdesátimetrovou délku. Šlo o jednu z prvních staveb v českých zemích, kde byly ze železobetonu provedeny nejen stropy a vnitřní sloupy, ale i obvodové stěny a dokonce prvky fasád.

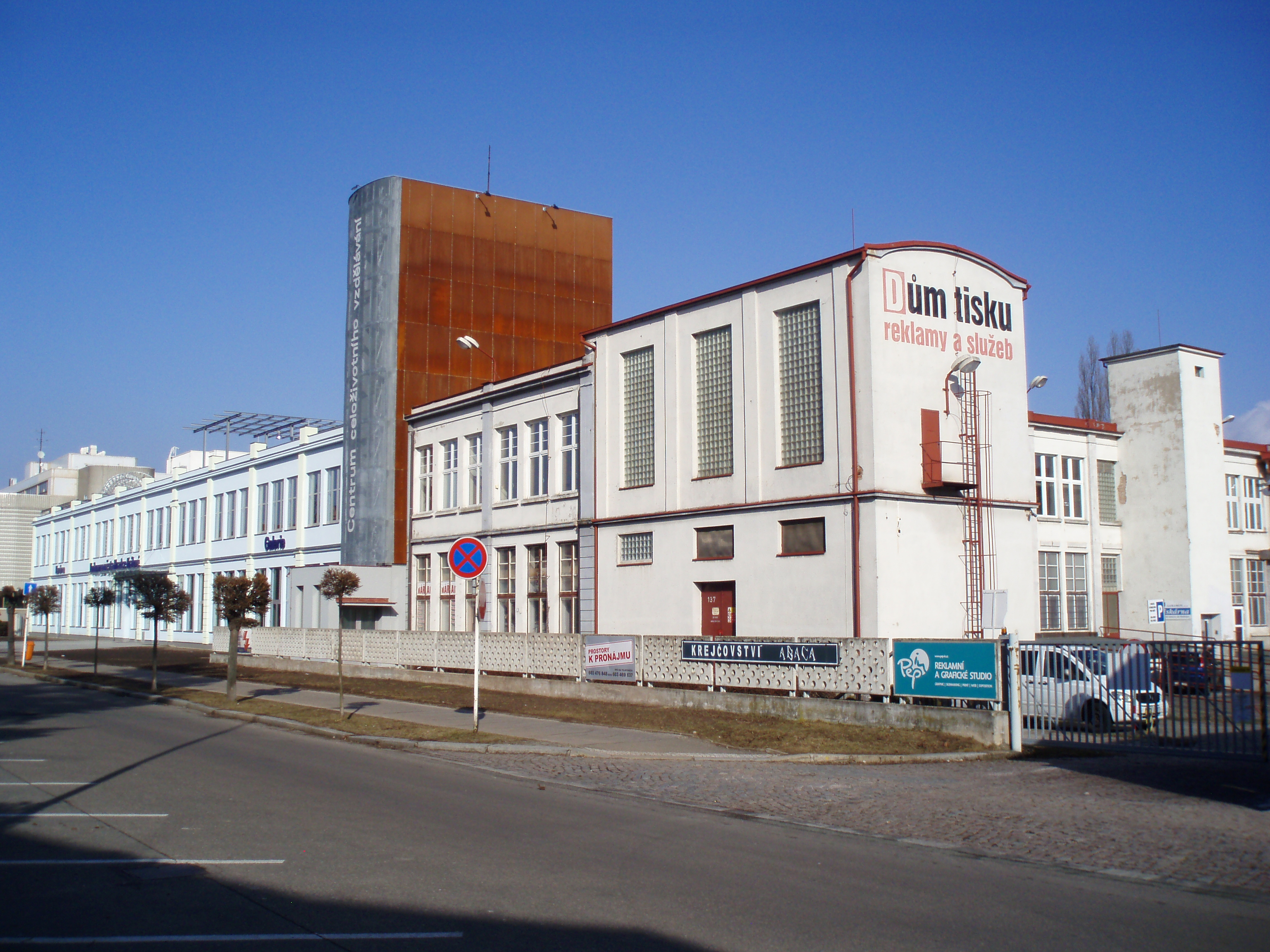
Vzhled budovy po revitalizaci

## Historie
15. října 1907 byl městskou radou schválen návrh vodárenského a plynárenského odboru, aby obec dala za určitých podmínek zavést pitnou vodu do Anningerovy továrny, a to na náklad majitele přádelny, aby zde mohla být zřízena automatická hasičská stanice. 13. listopadu 1907 bylo městskou radou vzato na vědomí schválení prodeje stavebního pozemku okresním výborem Dr. Anningerovi v bloku V. 4. května 1908 bylo v usnesení městské rady konstatováno, že bylo dáno povolení ke stavbě přádelny. 26. května téhož roku se městská rada dohodla na tom, že se povolí stavba přádelny na bavlnu a kolny. Teprve 14. července 1908 byla firma zapsána do obchodního rejstříku, přičemž ústřední kancelář sídlila v Liechtensteinstrasse čp. 20 ve Vídni. 1. června 1909 bylo městskou radou vzato na vědomí, že Dr. Annigerovi bylo okresním hejtmanstvím uděleno živnostensko-právní povolení k přístavbě přádelny a současně k jejímu používání. 14. června 1909 bylo v usnesení městské rady konstatováno, že majiteli přádelny se dá svolení ke zřízení skladiště. 22. listopadu 1909 bylo na schůzi městské rady vzato na vědomí oznámení okresního hejtmanství, že firmě Dr. Anninger bylo uděleno povolení ke zřízení výtahu na bavlnu. 29. května 1912 udělila městská rada povolení ke zřízení druhé kolny na dvoře továrny. V roce 1913 firma obdržela povolení k přístavbě tovární kotelny. 23. února 1914 bylo uděleno přádelně povolení k užívání kotelny pro třetí trubkový kotel a dřevěné kolny. Roku 1915 byl v továrně zastaven provoz a jen 50 dělníků pracovalo v odpadové přádelně. V roce 1916 bylo firmě povoleno zřízení místnosti pro trhání hadrů. V letech 1917–1918 se zde spřádal papír.
Sama firma neměla u pracujících dobrou pověst, protože např. mistři pokutovali dělnice i za to, co dělaly mimo pracovní dobu. Zaměstnavatel se staral o jejich politickou příslušnost, zajímala ho jejich víra, na jaké akce chodí apod. Když se mu to nelíbilo, sáhlo se na peníze, případně bylo použito hodinové výpovědi. Podle vedení společnosti neměli jeho podřízení právo na soukromí i vlastní názor. Peníze nebyly ani na pracovní pomůcky. Přitom pracovní doba činila 11 hodin denně a mzda byla o třetinu menší než v jiných přádelnách.
Výroba se znovu ve velkém obnovila až po vzniku Československa, přičemž vzkvétala a byla častým místem nejrůznějších exkurzí, např. 6. ledna 1922 ji navštívili péčí místní skupiny „Unie“ železniční zaměstnanci.
Vztah zaměstnavatele a zaměstnanců se však z předchozích období mnoho nezměnil. Pracující byli nadále bráni jako lidé druhé kategorie, kteří musí ve všem na slovo poslouchat, pokud chtějí dostat svoji mzdu nebo si vůbec udržet svoje zaměstnání. Počátkem listopadu 1922 obdrželo veškeré dělnictvo 14denní výpověď a teprve 22. listopadu došlo po dlouhém jednání k dohodě. Majitel závodu se zavázal, že celý závod bude v normálním provozu udržován do 1. ledna 1923. Rovněž ve mzdové oblasti došlo k vzájemnému kompromisu, a tak byla výpověď dělnictvu vzata zpět. Dělnictvo firmy se dříve jednomyslně usneslo, aby byly volby do závodního výboru provedeny dohodou. Roku 1924 však byla kvůli komunistům dohoda zamítnuta a volby prováděny třikrát.
V roce 1926 okresní správa politická udělila firmě Richard Anninger povolení ke zřízení zavlhčovací stanice pro její přádelnu. V březnu 1927 továrna obdržela povolení k rozšíření dosavadní kotelny. V témže roce dopadly volby do závodního výboru takto: Svaz textilníků 118 hlasů a 3 mandáty (v předcházejícím roce 1 mandát), komunisté 107 hlasů a 2 mandáty (vloni 3 mandáty), národní socialisté 30 hlasů, čímž neobhájili 1 mandát z předchozího roku.
Roku 1928 majitel továrny vyjednával spolu s ostatními o vzniku středoevropského kartelu přádelen. Těchto porad se účastnili mj. dr. Mužík, generální tajemník textilního spolku, a podnikatel z Černožic Rudolf Steinský-Sehnoutka, do jehož majetku se přádelna (čp. 432) se stavebními pozemky i veškerým příslušenstvím koncem téhož roku dostala, a to za 12 500 000 Kč. V únoru 1929 byl provoz v přádelně firmy Anninger zastaven na neurčitou dobu kvůli nedostatku uhlí.
Posléze podnik funguje jako První královéhradecká přádelna bavlny Steinský-Sehnoutka až do roku 1948, kd byl podnik znároděn. Od roku 1949 sloužila budova výrobci skleněných vláken n. p. Vertex Litomyšl, jako závod 02. Po jeho krachu roku 1996 složila budova výrobě konfekce až do roku 2006. V její části (někdejší kotelně a strojovně) sídlí tiskárenský provoz.
V roce 2007 budovu získává statutární město Hradec Králové a zadává vypracovat studii její konverze na knihovnu architektu Davidu Vávrovi. Revitalizací továrny vznikla nová Knihovna města Hradce Králové, která byla slavnostně otevřena 20. března 2013.